# Siamo i ribelli della montagna
(Emilio Casalini e Angelo Rossi, Siamo i ribelli della montagna, 1944)
Siamo i ribelli della montagna (conosciuto anche come Dalle belle città) è un canto partigiano di origine ligure.

## Origine
È uno dei pochissimi canti partigiani originali di cui sia rimasta traccia: venne composto nel marzo del 1944 alla Cascina Grilla, da soldati della 3ª brigata d'assalto, che operava sul monte Tobbio, in provincia di Alessandria.
Viene attribuito a Emilio Casalini, detto "Cini", che, assieme ai partigiani della Brigata, sarebbe l'autore delle parole, e a Angelo Rossi, detto "Lanfranco", giovane partigiano, già studente di musica. I due lo avrebbero composto durante un turno di guardia, prendendo appunti su carta da pacchi. Sulla genesi del brano si segnala la testimonianza diretta del partigiano Carlo De Menech, allora diciottenne commissario politico del 5º distaccamento, che si trova contenuta in un dattiloscritto del 1975 depositato presso l'Istituto per la storia della resistenza e della società contemporanea in provincia di Alessandria (ISRAL).
Successivamente, la canzone si diffonderà tra i combattenti della VI zona "Genova", per poi divenire uno dei canti della Brigata Mingo.

## Incisioni
La canzone è stata reinterpretata, tra gli altri, da:
- Mario De Micheli in Canti della Resistenza italiana, I Dischi del Sole (1962)
- Üstmamò in Materiale resistente (1995)
- Modena City Ramblers, insieme alla Bandabardò in Appunti partigiani (2005)
- I ratti della Sabina, che registrarono una versione della canzone mettendola in libero download sul loro sito, senza però pubblicarla in alcun disco ufficiale[6].